# Ivan Eastman
Ivan Leclare Eastman (Wisterman, Ohio, 1 d'abril de 1884 - Wauseon, Ohio, 28 de febrer de 1949) va ser un tirador estatunidenc que va competir a principis del segle xx.
El 1908 va prendre part en els Jocs Olímpics de Londres, on disputà dues proves del programa de tir. En la prova de rifle militar per equips guanyà la medalla d'or i en la de rifle militar, 1000 iardes fou tretzè.